# Kurt Egger (Sprachwissenschaftler)
Kurt Egger (* 14. Mai 1940 in Innsbruck, aufgewachsen in Sterzing, Südtirol) ist ein italienischer Kapuziner und Sprachwissenschaftler. Egger ist Autor zahlreicher Publikationen zur Mehrsprachigkeit in Südtirol. Er nahm Lehraufträge an verschiedenen Universitäten wahr. 

## Kindheit und Ausbildung
Egger besuchte zusammen mit seinem Zwillingsbruder Wilhelm das Unterstufengymnasium der Kapuziner in Salern (Gemeinde Vahrn) bei Brixen, trat in den Kapuzinerorden ein und absolvierte nach der Matura das Studium der Philosophie und Katholischen Theologie in Brixen. Kurt und Wilhelm Egger wurden am 29. Juni 1965 in Brixen zu Priestern geweiht. Von 1965 bis 1969 studierte Egger an der Università Cattolica in Mailand Sprachwissenschaften bei Aldo Agazzi.

## Wissenschaftliche Tätigkeit
1984 wurde Egger an der Universität Innsbruck habilitiert. Danach hielt er in Innsbruck und später an der Bildungswissenschaftlichen Fakultät der Freien Universität Bozen in Brixen Vorlesungen, besonders zum Spracherwerb im Vorschulalter. Egger war im wissenschaftlichen Beirat des von seinem Bruder gegründeten Institutes für Frieden, Gerechtigkeit und Bewahrung der Schöpfung in Brixen (heute Institut de pace fidei). Egger lebt im Kapuzinerkloster Bozen.

## Publikationen (Auswahl)
- Zweisprachige Familien in Südtirol: Sprachgebrauch und Spracherziehung. Innsbruck 1985, ISBN 3-85124-109-6
- Kirche und ethnische Minderheiten: Dokumente der Ortskirchen aus Zentral- und Westeuropa. Brixen 1997; auch auf Italienisch und Katalanisch erschienen:
  - Chiesa e minoranze etniche – Iglesia y minorías étnicas
- Die deutsche Sprache in Südtirol: Einheitssprache und regionale Vielfalt. (HG), Wien-Bozen 2001, ISBN 3-85256-138-8
- Sprachlandschaft im Wandel: Südtirol auf dem Weg zur Mehrsprachigkeit. Bozen 2001, ISBN 8-88266-112-1